# Hilde Berger (Schauspielerin)

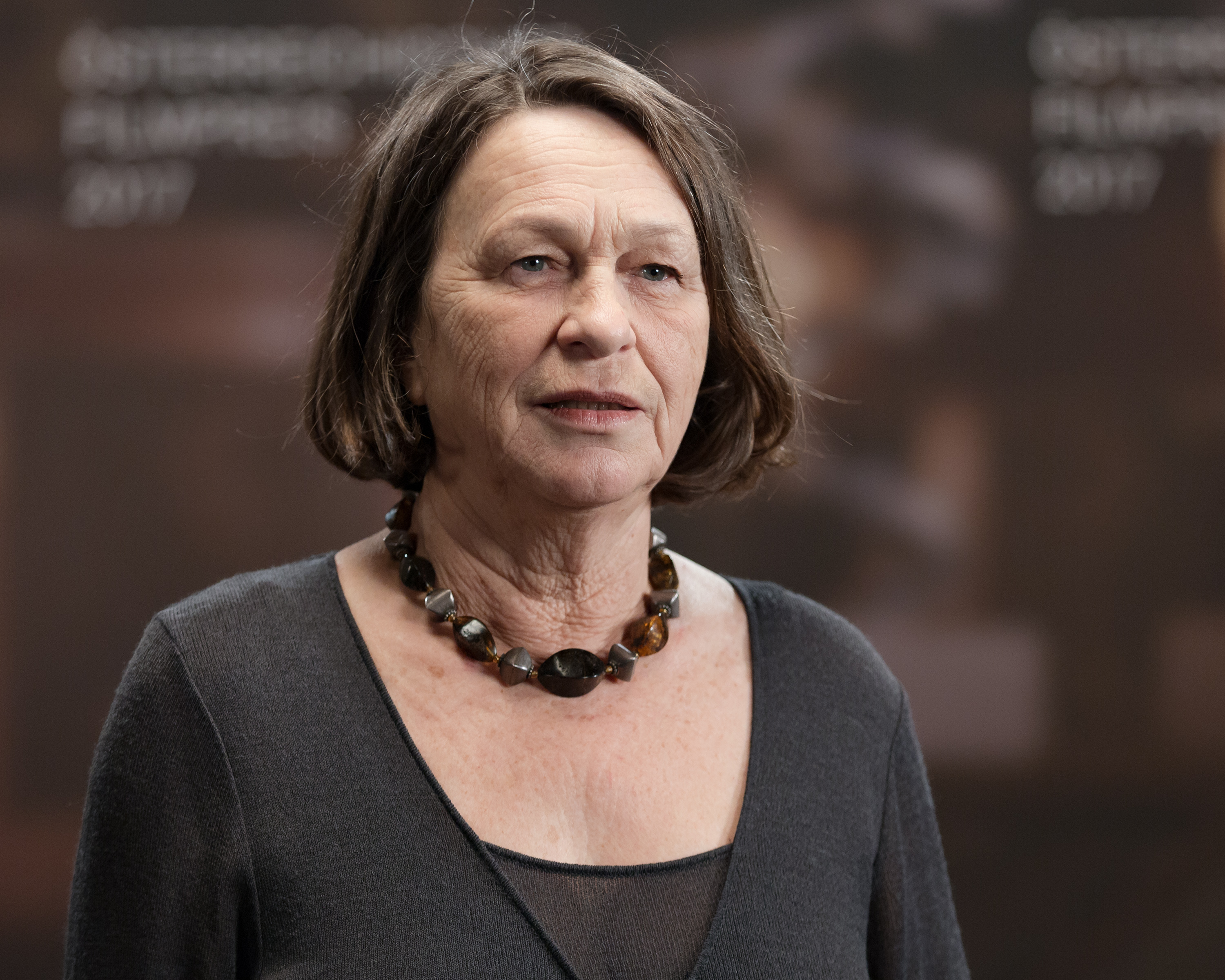
Hilde Berger (Österreichischer Filmpreis 2017)

Hilde Berger (* 18. Oktober 1946 in Scharnstein, Oberösterreich) ist eine österreichische Schriftstellerin, Drehbuchautorin und Schauspielerin.

## Leben
Hilde Berger studierte Germanistik und Theaterwissenschaften an den Universitäten Salzburg und Wien. Am 13. Januar 1968 eröffnete sie gemeinsam mit ihren Studienkollegen Götz Fritsch und Dieter Haspel die Wiener Avantegardebühne „Cafétheater hinterm Graben“ im Café Einfalt, Goldschmiedgasse, 1010 Wien, (später umbenannt in: Ensemble Theater Wien) und experimentierte dort mit neuen Theaterstilen unter Aufhebung der Trennung zwischen Bühne und Zuschauerraum. 1970 bis 1973 leitete sie zusammen mit Reiner Finke die Theatergruppe „torso“, die sich auf Uraufführungen österreichischer Autoren (wie Heinz Rudolf Unger) spezialisierte. Nach einem längeren Studienaufenthalt im polnischen „Teatr Laboratorium Wrocław“ (Leiter: Jerzy Grotowski) gründete sie gemeinsam mit den Regisseuren Zbigniew Cynkutis und Herbert Adamec das Theaterlabor A.mo.K. im Dramatischen Zentrum in Wien. Bis 1982 arbeitete sie dort als Schauspielerin und Workshopleiterin an der Erforschung unmittelbarer darstellerischer Techniken im Sinne des „Armen Theaters“.
1978 war die Geburt des ersten Sohnes Max Berner. 1982 folgte die Geburt des zweiten Sohnes Julian Berner und eine Heirat mit dem Film- und Theaterregisseur Dieter Berner.
Die Veränderung der familiären Situation führt zur Abwendung vom Theater und zur Hinwendung zu einem neuen Interessensgebiet, dem Film, zuerst als Schauspielerin in mehreren Kino- und TV-Filmen, dann als Drehbuchautorin. 1989 gründete Hilde Berger gemeinsam mit den Schriftstellern Thomas Pluch und Gustav Ernst das „Drehbuchforum Wien“, den ersten österreichischen Drehbuchverband. Als Vorstandsmitglied und als Obfrau engagierte sie sich für die Aus- und Weiterbildung und für die rechtliche und soziale Besserstellung der Drehbuchautoren, sie war einige Jahre als Jurymitglied in diversen Filmförderinstitutionen und leitete gemeinsam mit Gustav Ernst und Sabine Perthold die „Wiener Drehbuchakademie“.
Neben mehreren Drehbüchern zu österreichischen und deutschen Spielfilmen erschien 1999 ihr erster Roman Ob es Hass ist solche Liebe? über Oskar Kokoschka und Alma Mahler-Werfel. 2009 folgte Tod und Mädchen, Egon Schiele und die Frauen, ein Roman über Egon Schiele aus der Sicht seiner weiblichen Modelle. Der Roman wurde unter dem Titel Egon Schiele: Tod und Mädchen 2016 als österreichisch-luxemburgische Produktion verfilmt und errang internationalen Erfolg.
2001 bis 2010 unterrichtete Hilde Berger an der Universität Wien am Institut für Theater-, Film- und Medienwissenschaften, von 2004 bis 2009 auch in Potsdam an der Hochschule für Film und Fernsehen „Konrad Wolf“ am Studio Babelsberg.
Hilde Berger lebt in Retz / N.Ö.

## Rezeption
Hilde Bergers experimentelle Theaterarbeit in den Jahren 1968 bis 1980 ist Gegenstand wissenschaftlicher Arbeiten und Anthologien.
Ihre Drehbucharbeit wurde mit der Nominierung zum Österreichischen Filmpreis 2017 und mit der Goldenen Romy für Egon Schiele-Tod und Mädchen gewürdigt.
In der Literaturkritik wird ihr Werk vorwiegend positiv rezipiert, wobei ihr die Nähe zum filmischen Erzählen attestiert wird.
In Süddeutsche Zeitung rezensiert Sylvia Schütz unter dem Titel Mörderische Hoffnung den biografischen Roman Ob es Hass ist solche Liebe? und hebt dabei hervor, wie hier:

„Dokumente, aber auch zugegeben frei Erfundenes zu einer Einheit verschränkt wird, was den Text auf angenehme Weise von jeder Authentizitäts- oder Theorielastigkeit befreit. Unverkennbar der filmische Blick. Nicht in Kapiteln, eher in Sequenzen zeichnet die Autorin der Verlauf einer leidenschaftlichen Beziehung nach. Wie beim Scharfstellen einer Kamera scheinen die verschiedenen Lebenssituationen hervorgehoben.“

Auch Sibylle Fritsch erkennt in der Autorin in den Salzburger Nachrichten unter dem Titel Auf den Spuren von Egon Schieles Frauen die Nähe zum Film: 

„Wie Filmsequenzen reihen sich die Szenen aneinander, lassen Rückblenden zu, fließen ineinander gleitend vorbei und lassen dichte, erotische Atmosphäre entstehen, vor allem aber auch die armselige Welt von Wien im verblassenden Glanz der Monarchie und im Ersten Weltkrieg.“

## Werke

### Drehbücher
- 1980: Das Menschenkindl (Weihnachtsmärchen, Co-Autor und Regie: Dieter Berner, mit Wolfgang Puschnigg) 30 min., ORF/ZDF/SRG
- 1981: Der richtige Mann (sozialkrit. Komödie, Regie: Dieter Berner, mit Wolfram Berger) 90 min., ORF/ZDF
- 1982: Jakob (Literaturverfilmung) 30 min. WDR
- 1984/1985: Lenz oder die Freiheit (histor. Literaturverfilmung, Co-Autor und Regie: Dieter Berner, mit Peter Simonischek, Helmut Berger, Annette Uhlen, Brigitte Karner) 4 × 90 min., SWF
- 1993: Pilot zu Auf eigene Gefahr (Krimiserie, Co-Autor und Regie: Dieter Berner, mit Thekla Carola Wied) 90 min. / Ziegler-Film/ARD
- 1994: Joint Venture (Komödie, Regie: Dieter Berner, mit Gregor Bloéb und Jiří Menzel) 90 min. Kino (EPO-Film)
- 2002: August der Glückliche, (Komödie, Regie: Joseph Vilsmaier mit Otto Schenk, Fritz Karl und Dana Vávrová) 90 min. (Lisa-Film / ORF)
- 2006: Berliner Reigen (Adaption von Arthur Schnitzlers Reigen, Co-Autor: Heiko Martens, Regie: Dieter Berner, mit Robert Gwisdek, Jana Klinge und Sebastian Stielke) 90 min. Kino (HFF Potsdam-Babelsberg / ORF)
- 2007: Engel, Tod und Teufel (Kurzfilm, Regie: Dieter Berner, mit Klara Manzel) 20 min. (HFF Potsdam-Babelsberg)
- 2009: Krankheit der Jugend (Spielfilm nach Ferdinand Bruckners Theaterstück Krankheit der Jugend, Regie: Dieter Berner, mit Alina Levshin) 90 min. Kino (HFF Potsdam-Babelsberg)
- 2016: Egon Schiele: Tod und Mädchen (Drama, Bio Pic), Kinofilm 110 min., Regie: Dieter Berner, mit Noah Saavedra, Maresi Riegner, Valerie Pachner, Cornelius Obonya (Novotny-Film Wien und Amour Fou Film Luxemburg, Co-Prod.: Ulrich Seidl); Romyverleihung 2017: Romy für Bestes Buch Kinofilm.
- 2023: Alma und Oskar (Drama, Bio Pic), Kinofilm 110 min. Regie: Dieter Berner, mit Emily Cox, Valentin Postlmayr (Film AG Wien, Dawson Film Prag, Taunus Film Zürich, Wüste Film)

### Romane
- Ob es Hass ist solche Liebe… Oskar Kokoschka und Alma Mahler. 1999, 2. Auflage: Böhlau, 2008, ISBN 978-3-205-78078-6, Aufbau Verlag, Berlin 2010, ISBN 978-3-7466-7078-2.
- Tod und Mädchen. Egon Schiele und die Frauen. Böhlau, Wien 2009, ISBN 978-3-205-78378-7, Aufbau Verlag, Berlin 2011, ISBN 978-3-7466-7093-5.
- De waanzinnige liefde van Alma Mahler en Oskar Kokoschka. Uitgeverij Conserve, Den Haag 2012, ISBN 978-90-5429-331-6.
- Egon Schiele – Tod und Mädchen. Mit einem Nachwort von Dieter Berner sowie Drehbuchseiten und Filmstills aus dem gleichnamigen Film. Hollitzer Verlag, Wien 2018, ISBN 978-3-99012-456-7.
- Die Windsbraut. Böhlau, Wien 2020, ISBN 978-3-205-21116-7.

### Einzelpublikationen
- Das Menschenkindl. In: Der Souffleurkasten, Thomas Sessler Verlag Wien, 1980, S. 11–30, ISBN 3-85173-028-3
- Das Theater vom Kopf auf die Füße stellen. In: let´s twist again, D.E.A., Gumpoldskirchen/Wien 2006, S. 142–149, ISBN 3-901867-16-3
- Lehrgang Freie Sexualität. In: PODIUM, Zeitschrift für Literatur, Doppelheft 199/200, Mai 2021, S. 37–44, ISBN 978-3-902886-68-2

### Übersetzungen von Theaterstücken (englisch-deutsch)
- „Johnny Johnson“, Musical-Play von Kurt Weill/Paul Green; Neu-Übersetzung mit Dieter Berner für die Neue Oper Wien 2002
- „Hartes Herz“ Drama von Howard Barker, Originaltitel: A Hard Heart; deutschsprachige Erstübersetzung für Theater k.l.a.s.; Kaiser Verlag Wien, 2003; Hörspielfassung für Deutschland Kulturradio 2007

## Filmrollen (Auswahl)
- 1976/1977 Alpensaga [Folge 1,2,3] (Regie: Dieter Berner, mit Helmut Qualtinger und Hans Brenner)
- 1978 Lemminge (Regie: Michael Haneke, mit Paulus Manker, Bernhard Wicki und Elisabeth Orth)
- 1978 Die Straße (Regie: Volker Vogeler, mit Michael Schottenberg)
- 1981 Der richtige Mann (Regie: Dieter Berner, mit Wolfram Berger)
- 1983 Ich oder Du (Regie: Dieter Berner, mit Hansi Lang)
- 1984 Dead Flowers (Regie: Ily Huemer, mit Thierry van Werveke)
- 1984 Atemnot (Regie: Käthe Kratz, mit Johannes Silberschneider)
- 1984/1985 Lenz oder die Freiheit (Regie Dieter Berner, mit Peter Simonischek und Helmut Berger)
- 1988 Arbeitersaga: Die Verlockung (Regie: Dieter Berner, mit Dominic Raacke, Helmut Berger und Fritz Karl)
- 1990 Spitzen der Gesellschaft (Regie: Franz Novotny, mit Fritz Karl und Vadim Glowna)
- 1994 EXIT II (Regie: Franz Novotny, mit Hanno Pöschl und Helmut Berger)
- 1994 Kommissar Rex (Regie: Bodo Fürneisen, mit Tobias Moretti)
- 1995 Es war doch Liebe (Regie: Wolfgang Glück, mit Therese Affolter)
- 1995 Peter Strohm (Regie: Franz Novotny, mit Klaus Löwitsch)
- 1997 Kommissar Rex (Regie: Oliver Hirschbiegel, mit Tobias Moretti)
- 2001 Kommissar Rex (Regie: Michael Riebl, mit Gedeon Burkhard)
- 2002 Hund und Katz (Regie: Dieter Berner, mit Nicole Heesters)
- 2003 Trautmann – Lebenslänglich (Regie: Thomas Roth, mit Wolfgang Böck)
- 2005 Tatort – Die schlafende Schöne (Regie: Dieter Berner, mit Fritz Karl und Suzanne von Borsody)
- 2016 Egon Schiele: Tod und Mädchen (Regie: Dieter Berner, mit Noah Saavedra, Valerie Pachner)

## Auszeichnungen
- Österreichischer Filmpreis 2017 – Nominierung Bestes Drehbuch (gemeinsam mit Dieter Berner) für "Egon Schiele: Tod und Mädchen".
- Romyverleihung 2017 – Auszeichnung in der Kategorie Bestes Drehbuch (gemeinsam mit Dieter Berner) für "Egon Schiele: Tod und Mädchen".